# Otto von Habsburg
Otto von Habsburg (20. listopadu 1912 vila Wartholz u Reichenau an der Rax, Dolní Rakousko – 4. července 2011 Pöcking) byl nejstarším synem císaře Karla I. a do zániku monarchie byl korunním princem v zemích rakousko-uherské monarchie. Roku 1961 se vzdal veškerých nároků na rakouský císařský trůn pro svou osobu. Byl rakousko-maďarsko-německo-chorvatským publicistou, europoslancem za bavorskou CSU, novinářem a spisovatelem. Byl občanem Rakouska, Maďarska, Německa a Chorvatska.

## Vzdělání a povolání

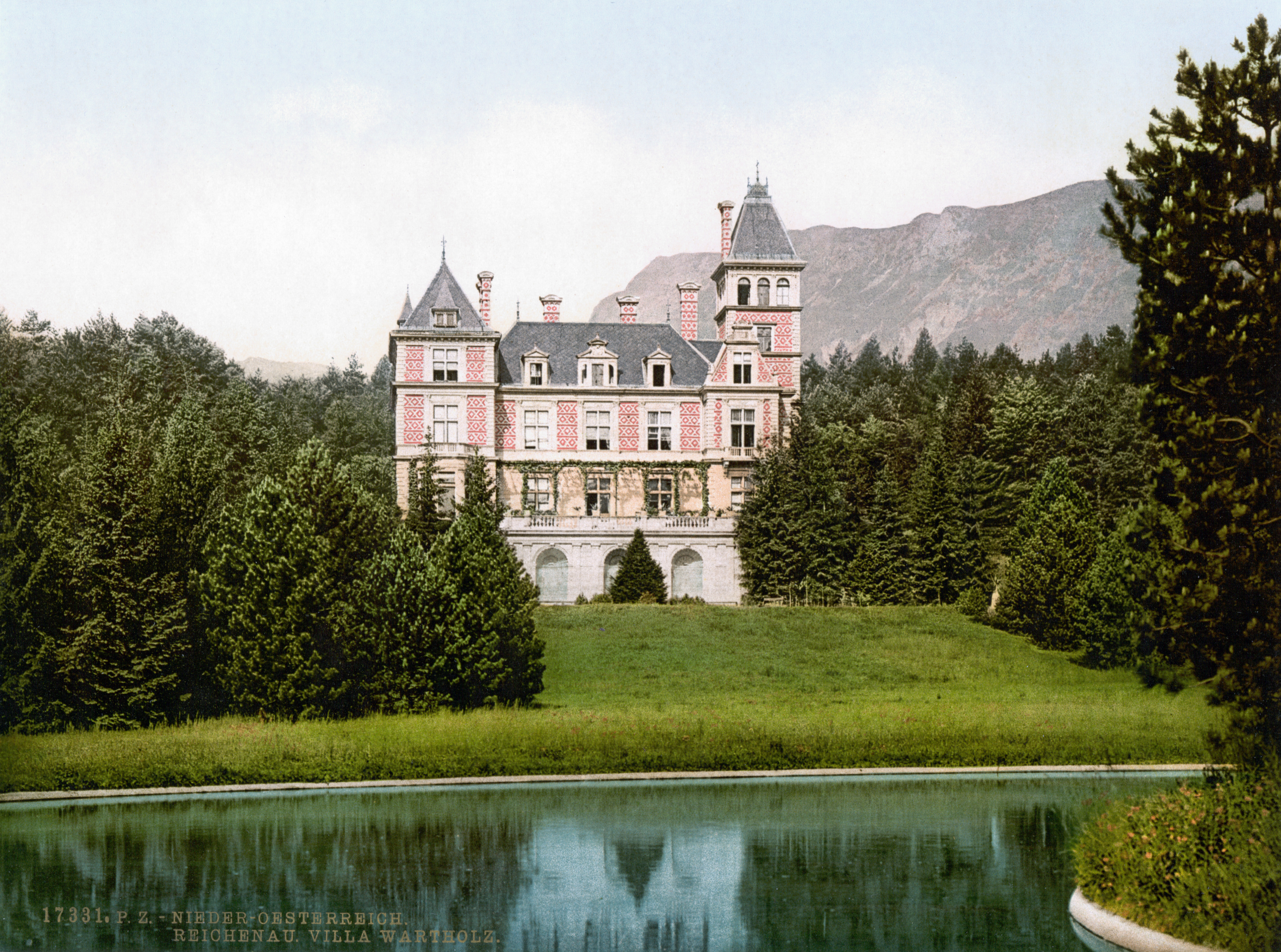
Rodný dům Villa Wartholz. Snímek z doby kolem roku 1900.

Oficiální titul Otty zněl Jeho císařská a královská Výsost František Josef Otto Robert Maria Antonín Karel Max Jindřich Sixtus Xaver Felix Renátus Ludvík Kajetán Pius Ignác, císařský princ, arcivévoda rakouský, korunní princ český a maďarský etc., (jeho později schválené oficiální jméno v Rakousku od roku 1919, a znovu potvrzeno v roce 1957, bylo Otto Habsburg-Lothringen)), byl prvorozený syn posledního rakouského císaře Karla I. a jeho manželky císařovny Zity od roku 1916 korunní princ a byl již od dětství připravován na svou budoucí roli panovníka. Po rozpadu rakousko-uherské monarchie v roce 1918 žil do března 1919 se svými rodiči – před vycestováním císařské rodiny vzhledem k nucenému opuštění jeho otce ze země – na zámku v dolnorakouském Eckartsau. Od roku 1919 do roku 1921 žil Otto Habsburský se svými rodiči v exilu ve Švýcarsku, později na ostrově Madeira a ve Španělsku.

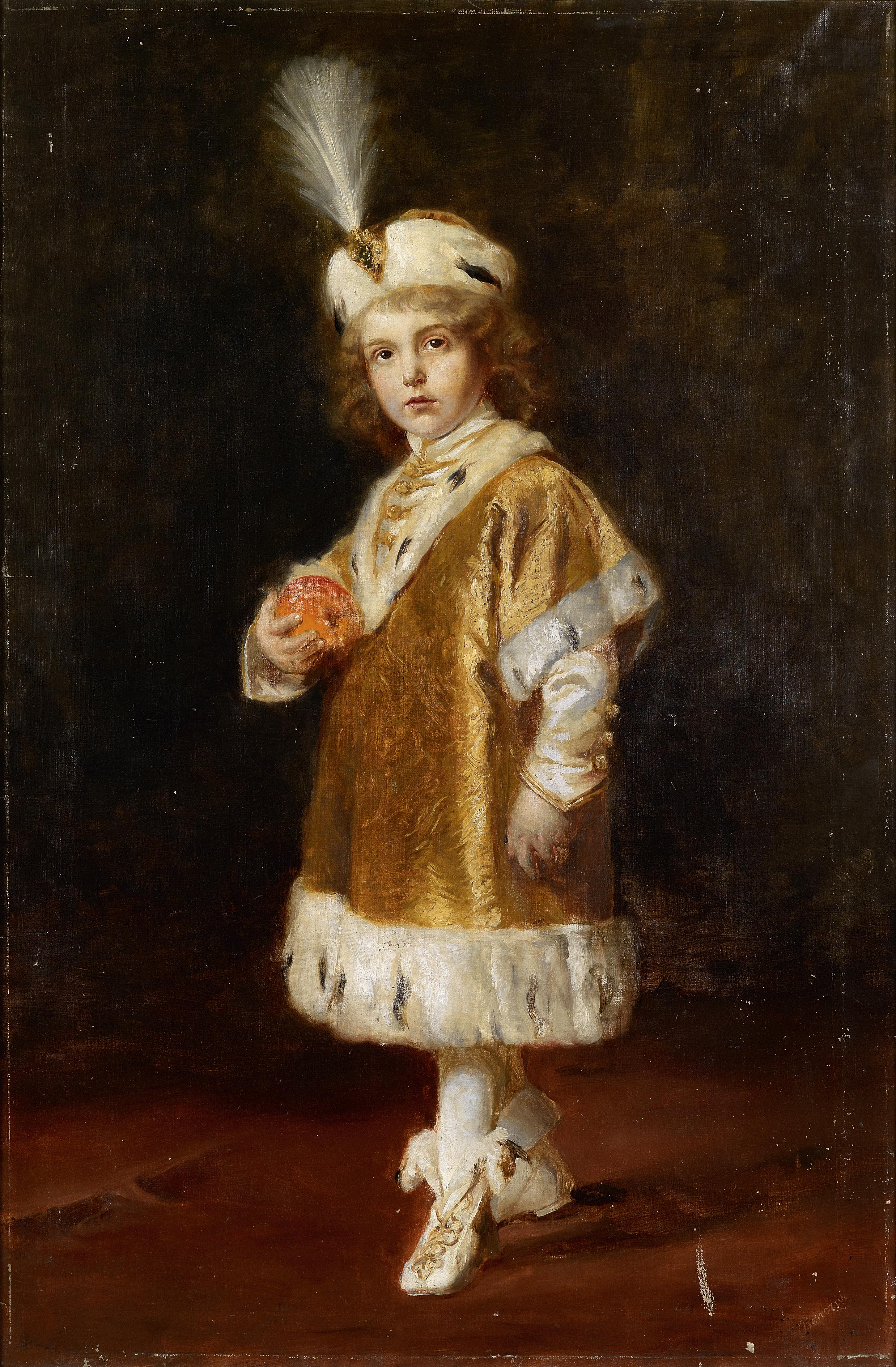
Otto von Habsburg při korunovaci svých rodičů v Uhrách

Na jeho vzdělání přísně dohlížela jeho matka, která se ze všech sil snažila ho co nejlépe připravit pro roli budoucího katolického panovníka. Byl vyučován v národních jazycích rakousko-uherské monarchie (hovořil tedy vedle rodné němčiny čtrnácti dalšími jazyky, včetně češtiny a maďarštiny) a musel současně absolvovat učební plán rakouského a uherského gymnázia. Svou maturitní zkoušku absolvoval v roce 1930 v baskické obci Lequeitio s vyznamenáním. Zletilosti a tím pádem i ukončení opatrovnictví své matky Zity, dosáhl 20. listopadu 1930. Tímto se stal Otto hlavou domu Habsburků a hlavou Řádu zlatého rouna. V roce 1935 zakončil studium politických a sociálních věd na univerzitě v Lovani (Belgie) a to opět s vyznamenáním. Vstup do Rakouska mu byl zakázán skrze tzv. Habsburský zákon z roku 1919 tak dlouho, dokud se nevzdá svých panovnických nároků a nepřihlásí se jako věrný občan republiky. V roce 1961 se Otto vzdal svého osobního nároku na rakouský trůn.
Po roce 1930 existovaly v Rakousku silné snahy (zejména z řad konzervativců a royalistů, mezi nimiž byli mj. Engelbert Dollfuss a Kurt Schuschnigg) o dosazení Otty Habsburského na trůn obnovené konstituční monarchie, jako rakouského panovníka. Přitom doufali v překonání překážek mezi levicí a pravicí, i ve znovunabytí důvěry v tradici monarchie a v silné „rakouské uvědomění“, a nabídnout tak protiváhu k sílícímu národního socialismu ze sousedního Německa.

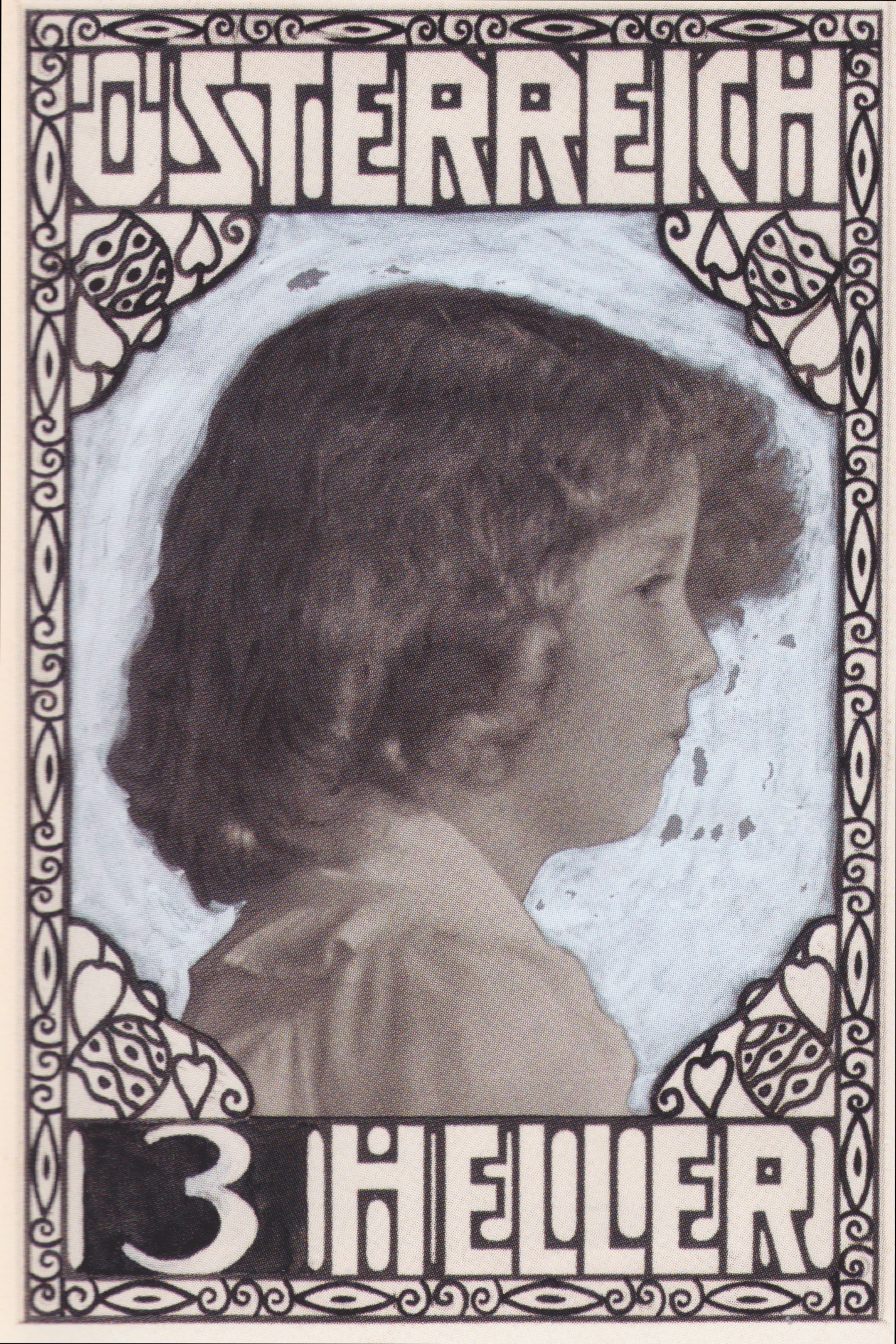
Otto von Habsburg na poštovní známce z roku 1917

Adolf Hitler, Maďaři i Čechoslováci měli ze znovunastolení monarchie v Rakousku strach (ze strany českých představitelů dokonce zaznívala prohlášení jako „raději Hitler než Habsburk!“). Hitler, jenž se v Německé říši ujal moci, na situaci uvnitř Rakouska reagoval přípravou plánu na vstup vojsk do Československa a Maďarska, aby tak zabránil možnosti restaurace monarchie i v těchto zemích. Hitler svůj plán nazval podle následníka, Zvláštní případ Otto („Sondernfall Otto"). Vláda rakouského stavovského státu se za vlády Dollfusse a později Schuschnigga spokojila nejprve s neoficiálními kontakty, převedením „Habsburského zákona“ z kategorie ústavních do „obyčejných“ zákonů, navrácením vyvlastněného majetku a dočasným vyplácením státní apanáže. Rakouskem byly roku 1934 znovuzavedeny některé c. k. symboly jako říšský orel ve státním znaku (nicméně již bez koruny a žezla) a u spolkové armády kladen důraz na c. k. tradice, zhruba až k částečnému zavedení starých armádních uniforem. Otto Habsburský byl však spolkovým kancléřem Schuschniggem opakovaně požádán, aby do Rakouska nepřijížděl, a nedával tím jiným státům důvod k útoku.
Když se Hitler snažil zahrnout Otu Habsburského do svých aktivit a zneužít ho pro své účely (pod zástěrkou domnělé podpory monarchistické idey), ten tuto nabídku striktně odmítl. Habsburk byl jako zástupce starobylého panovnického rodu a jako konzervativní křesťan a Evropan Hitlerovým odpůrcem a odmítal pochopitelně i připojení Rakouska k Německé říši. Během II. světové války se Otto Habsburský úspěšně zasadil alespoň o šetrné nakládání s Rakouskem u amerického prezidenta Roosevelta, který si jej velmi vážil. Na návrh španělského ministerského poradce Sáncheze Bella by se po Francově smrti mělo jednat o Habsburkovi jako možném španělském králi, ale pro diktátora to nikdy nepřicházelo v úvahu. Teprve v pozdějších letech se zasadil o sjednocení Evropy, ale již od roku 1936 byl členem Panevropské unie (PEU).

### Třetí říše a druhá světová válka

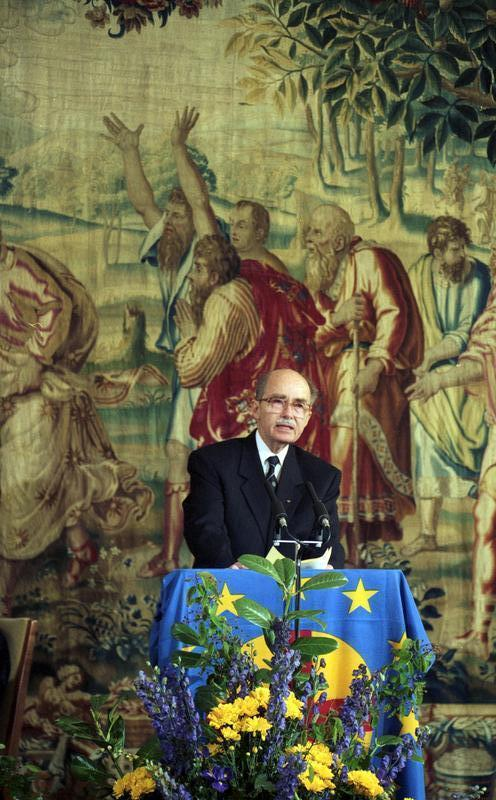
Otto von Habsburg v Bonnu při udílení ceny hraběte Coudenhove-Kalergiho Helmutu Kohlovi

Z důvodu zapřisáhlého nepřátelství a odporu rodiny Habsburků vůči nacionálnímu socialismu a současně proto, že se nacistické Německo obávalo restaurace habsburské vlády v Rakousku skrze austrofašistický režim Kurta Schuschnigga, rozběhly se Hitlerovy přípravy na anšlus jeho rakouské vlasti k Říši pod krycím názvem Operace Otto.

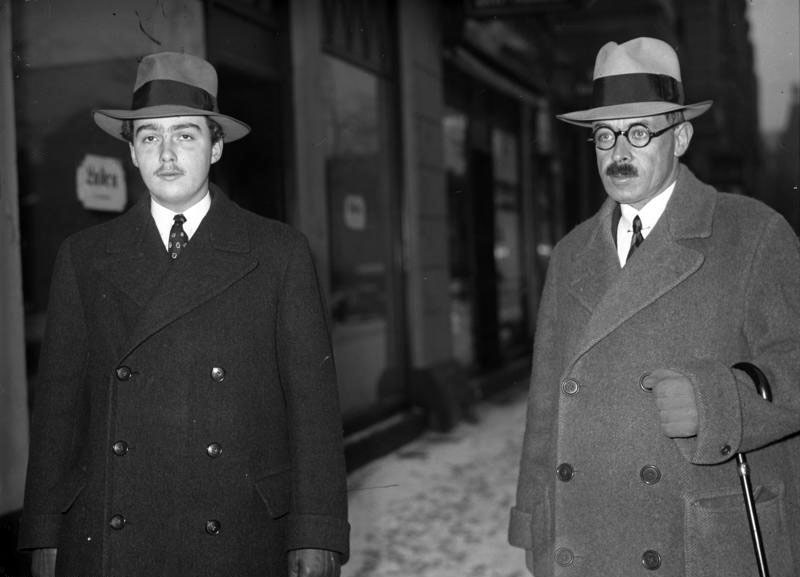
Otto von Habsburg jako student v Německu roku 1933

Krátce předtím, než Hitler nechal oddíly Wehrmachtu vpochodovat do Rakouska, požádal Otto Schuschnigga, aby mu předal úřad republikového kancléře a zorganizoval a uskutečnil vojenský odpor. Nabídka k převzetí kancléřství byla z jeho strany nepřímým uznáním republiky a naznačovala silnou vůli k odporu vůči Hitlerovi.
Ve svém dopise z 17. února 1938 adresovaném Schuschniggovi požadoval vedle další aktivní obhajoby a striktního odmítnutí Nacionálsocialismu „Ze všeho nejdříve musí být aktivně podpořeno uklidnění směrem doleva. Dělníci v posledních dnech oznámili, že jsou vlastenci. Tato skupina nesmí být nakažena Nacionálním socialismem, bude pak nejjistěji vystupovat pro Rakousko, a vláda jim naopak musí dát možnost aktivně spolupůsobit při vytváření vlasti – za niž jsou připraveni se zasadit.“ Schuschnigg však odmítl.
Jakmile nacionálně socialistická éra začala, byl na něj vydán zatykač pro obvinění z velezrady a jeho osobní majetek a jím spravovaný majetek rodiny Habsburků byl vyvlastněn na Hitlerův osobní příkaz. Špičky legitimistického hnutí byly okamžitě zatčeny a z velké části popraveny. Mezi lety 1938 a 1942 mohlo být pozatýkáno na 4000–4500 rakouských monarchistů. Asi 800 až 1000 z nich bylo popraveno nebo odvlečeno do koncentračních táborů. Otovi Habsburskému, jeho matce a sourozencům bylo na Hitlerův osobní příkaz odňato německé říšské občanství. Vyvlastněný majetek připadl Velkoněmecké říši a byl po jejím zániku na konci války převzat novou Druhou rakouskou republikou. Otto byl nacistickým režimem odsouzen k trestu smrti a v případě dopadení by byl dle příkazu z 10. 5. 1940 okamžitě zastřelen.
Po útěku z Belgie – po vpochodování Wehrmachtu, přes Paříž do Španělska (Ottovo jméno se nacházelo na tzv. „Wiesbadenském seznamu“ (Wiesbadener Liste) osob, které měly být v případě kapitulace Francie neprodleně zatčeny a odeslány do Říše), napomáhal při útěku cca 15 000 lidí do Španělska a organizoval vydávání víz do zámoří.
V USA a Velké Británii se vedle intenzivních osobních kontaktů s prezidentem Rooseveltem resp. Winstonem Churchillem snažil různými způsoby (ziniciování „Rakouského dne (Austrian Day)“, pokus o zabránění náletům na Rakousko, zahrnutí Rakouska do známkové série „Occupied Nations“, pokus o vytvoření exilové vlády a "Rakouského praporu (Austrian Batallion)" – obojí ztroskotalo na nedostatku vůle socialistů ke spolupráci – účast na druhé Konferenci v Quebecu, atd.) dosáhnout (nikoli samozřejmé) státní samostatnosti Rakouska po válce, změnit rozvržení okupačních zón Spojenců v obsazeném poválečném Rakousku ve prospěch západních mocností resp. vydělit Maďarsko z aliance s hitlerovským Německem. Co se týká Maďarska, byly plány západních spojenců na maďarskou kapitulaci v jejich prospěch, letecký výsadek spojeneckých vojsk v Maďarsku příp. přistání v Jugoslávii k podpoře a zamýšlenému dosazení Oty Habsburského do čela maďarské vlády, zmařeny německým obsazením Maďarska. Také Churchill podporoval tyto plány, neboť to byla jedna z možností jak zamezit postupu blížících se Sovětů do Střední Evropy.
Další reálná možnost restaurace monarchie pro něj vznikla během druhé světové války, když získal Churchilla pro svůj koncept Podunajské federace. Pro tuto situaci byl uveden v plánech britské diplomacie: na někdejším území Rakouska a Maďarska měl podle těchto představ vzniknout nový stát „Rakousko-Uhersko“ po vzoru belgické ústavy, která také spojovala dvě velké skupiny obyvatel, zatímco země Bavorsko, Bádensko, Württembersko a Hohenzollern-Sigmaringen měly být znovu vytvořeny jako monarchie a sjednoceny v novém státě ”Jihoněmecký spolek (Süddeutscher Bund)”. Také Churchill navrhl izolovat Prusko a vytvořit rozšířený Podunajský spolek.
Churchill chtěl jako protiváhu k Německé říši zřídit modernizovanou základnu starého Rakousko-Uherska, přičemž ohledně druhého mínil: „Kdyby neexistovalo, muselo by být vynalezeno“ (víceméně stejnou formulaci použil v roce 1848 František Palacký v dopise, kterým odmítl svoji účast na Frankfurtském sněmu). Tyto Churchillovy plány však ztroskotaly na odmítnutí Stalina na Konferenci v Teheránu. Roosevelt považoval reálnost šance na prosazení tohoto projektu, kvůli pokročilému postupu Rudé armády, jako malou a proto se tohoto projektu nezastal stejným způsobem jako Churchill. Američané a Britové nicméně nepovažovali za klíčové spojit tuto federaci s obnovením vlády dynastie Habsburků.
V jedné rozmluvě mezi čtyřma očima z 3. září 1943, s newyorským arcibiskupem Francisem J. Spellmanem odpověděl prezident Roosevelt na otázku, zda by Rakousko, Maďarsko a Chorvatsko měly připadnout pod ruský protektorát, kladně.[zdroj?] O Rakousku Roosevelt mínil, že se nemůže stát protiváhou komunisty ovládanému rakouskému režimu. Jedinou možností mohlo být, kdyby se Otovi podařilo získat rakouský trůn za pomoci Maďarska (které ještě stále bylo de facto monarchií) – ovšem musel by se takto sám dohodnout se Sověty.

U prezidenta Trumana se zdá, že v přípravné fázi postupimské konference v roce 1945 uvažoval o vytvoření jihoněmeckého spolku s Maďary a Vídní jako hlavním městem.

### Doba po válce
Od roku 1940 až do 1944 žil v USA, mezi 1944–1951 hlavně ve Francii, později znovu ve Španělsku a od 1954 v Pöckingu v Bavorsku.
Po jeho návratu do Innsbrucku (tehdy ve francouzské okupační zóně) jej znovuobnovené Rakousko v roce 1946 vykázalo ze země a zakázalo mu další vstup – a to i přes jeho pozitivní vystupování pro Rakousko během války. To se odehrálo z jedné strany z ústavněprávních důvodů, neboť v roce 1945 znovu vešla v platnost rakouská ústava z roku 1929 a tím automaticky i tzv. Habsburský zákon z roku 1919, jenž stanovil vypovězení ze země těch členů Habsburského rodu, kteří se výslovně nezřeknou příslušnosti k rodině Habsburků a jejích nároků na území Rakouska a nepřihlásí se k věrnosti jako státní občané republiky. Z věcně-politických důvodů tak došlo pro Otu Habsburského hořkému vyhoštění i přes odpor Francouzů alespoň k utišení Sovětů, kteří v roce 1955 prosadili zakotvení Habsburského zákona do Rakouské státní smlouvy a tedy i jeho platnost podle mezinárodního práva. S cílem zachovat účinnost Habsburského zákona vznesla ostatně Rakouská republika po roce 1945 řadu výhrad při ratifikacích různých lidskoprávních úmluv.
Po druhé světové válce začal v roce 1946 Otto Habsburský svou činnost coby přednášející na cestách a započal se svou literární činností.

## Politika
V roce 1982 se stal členem CSU.
Od roku 1979 do roku 1999 byl, poté co vedle rakouského občanství přijal také německé občanství, členem Evropského parlamentu za bavorskou CSU a dvakrát působil (jakožto nejstarší člen EP) jako tzv. čestný předseda při volbách předsedy EP. Byl také předsedou Evropské lidové strany v politickém výboru od 1981 do 1999, předsedou delegace Smíšeného parlamentárního výboru EU – Maďarsko, člen Politického výboru pro spravedlnost a občanská práva a zastupující člen Výboru pro rozvoj a Výboru pro kontrolu rozpočtu.

Vedle rodné němčiny hovořil čtrnácti jazyky, mezi nimiž jsou maďarština, chorvatština, angličtina, španělština, francouzština, latina, ale také čeština. Díky svým jazykovým schopnostem mohl jakékoli zasedání EP absolvovat bez tlumočníka. S jedním italským profesorem a jedním členem frakce Zelených vedl v Parlamentu dokonce debatu spatra v latině, kterou však pro nedostatek tlumočníků nebylo možno protokolovat. Své knihy psal v němčině, maďarštině a francouzštině.

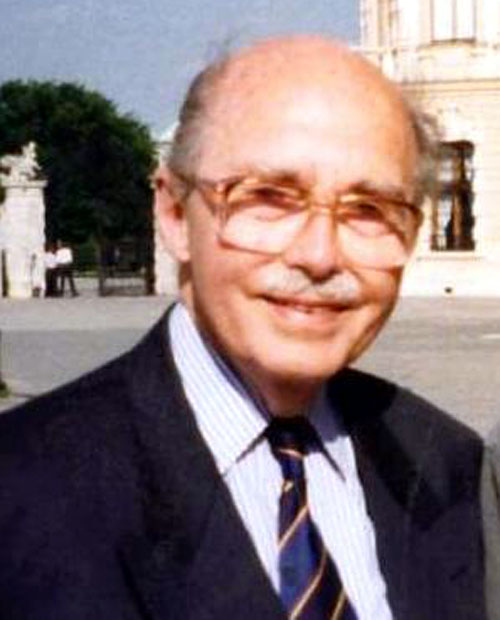
Otto v roce 1998

Roku 1979 inicioval, i přes značný odpor, rezoluci, která se týkala jednoho prázdného křesla v Evropském parlamentu ve prospěch národů za železnou oponou, jež vzbudila přinejmenším jistou mediální pozornost.[zdroj?]
Otto byl jedním z hlavních aktérů při organizaci tzv. Panevropského pikniku, na maďarsko-rakouských hranicích 19. srpna 1989. Tato událost je považována za symbolický milník v procesu pádu komunistického systému v Evropě.
Otto byl patronem organizace Three Faiths Forum, skupiny s cílem nastolení přátelství, dobré vůle a porozumění mezi lidmi tří monoteistických náboženství křesťanství, judaismu a islámu ve Spojeném království a dalších státech.
Dne 30. listopadu 2009 přijal Svatý otec Otto von Habsburka, spolu s jeho blízkými, ve Vatikánu na soukromé audienci.
Korunní princ Otto zemřel 4. července 2011 ve věku 98 let. Zádušní mše se konala ve vídeňské katedrále sv. Štěpána. Velkého slavnostního obřadu se zúčastnilo mnoho hostů, členů královských rodin, tehdejší rakouský prezident Heinz Fischer, premiér Werner Faymann nebo český ministr zahraničí kníže Karel Schwarzenberg.

## Rodina
Otto von Habsburg byl hlavou Habsbursko-Lotrinské dynastie, členem Mont Pèlerin Society. Dále byl až do předání role svému synovi Karlovi v roce 2000 hlavním představitelem Řádu zlatého rouna.
Jako občan nově ustavené republiky Německé Rakousko resp. Republiky Rakousko spadal po zrušení monarchie na konci První světové války pod novou republikovou vládu, jež vydala zákon upravující zrušení šlechty („Adelsaufhebungsgesetz“) a „Habsburgergesetz“ (tzv. Habsburský zákon), kterým byl jeho dosavadní šlechtické jméno poobčanštěno a po ministerském rozhodnutí z roku 1957 v Rakousku směl používat pouze jméno Otto Habsburg-Lothringen.
10. května 1951 se v Nancy oženil s Reginou princeznou Sasko-Meiningenskou, s níž měl sedm dětí a 22 vnoučat:
- 1. Andrea (* 30. 5. 1953 Würzburg) ∞ dědičný hrabě Karel Evžen z Neippergu
  - 5 dětí
- 2. Monika (* 13. 9. 1954 Würzburg), ∞ Don Luís Gonzaga de Casanova-Cárdenas y Barón vévoda ze Santangelo, markýz z Elche
  - 4 děti
- 3. Michaela (* 13. 9. 1954 Würzburg; Moničino dvojče) 1.∞ Eric Teran d'Antin, 2.∞ Hubert hrabě z Kagenecku
  - 3 děti
- 4. Gabriela (* 14. 10. 1956 Lucemburk) ∞ Christian Meister
  - 3 děti
- 5. Walburga (* 5. 10. 1958 Berg am Starnberger See) ∞ Archibald hrabě Douglas
  - 1 syn
- 6. Karel (Karl; * 11. 1. 1961 Berg am Starnberger See) ∞ Francesca baronka z Thyssen-Bornemisza (dcera Hanse Heinricha Thyssen-Bornemisza)
  - 3 děti
- 7. Jiří (Georg; * 16. 12. 1964 Berg am Starnberger See) ∞ Eilika Oldenburská
  - 3 děti

## Dílo
- Coutumes et droits successoraux de la classe paysanne et l’indivision des propriétés rurales en Autriche (Zvyky a dědická práva rolnického stavu a nedělitelnost selských statků v Rakousku) (1935; Disertace)
- Entscheidung für Europa (Rozhodnutí pro Evropu) (1953)
- Probleme des Atomzeitalters (Problémy atomového věku) (1955)
- Soziale Ordnung von morgen (Sociální řád zítřka) (1957)
- Bernhard von Baden (Bernard Bádenský) (1958)
- Im Frühling der Geschichte (Na úsvitu dějin) (1961)
- Der Ferne Osten ist nicht verloren (Dálný Východ není ztracený) (1963)
- Européens et Africains – L’entente nécessaire (Evropané a Afričané – nezbytné porozumění) (1963)
- Europa, Großmacht oder Schlachtfeld? (Evropa, velmoc nebo bojiště?) (1963)
- Afrika ist nicht verloren (Afrika není ztracena) (1964)
- Gottes Hand in der Geschichte (Boží ruka v dějinách) (1966)
- Karl V. (Karel V.) (1967), ISBN 3-85002-286-2
- Politik für das Jahr 2000 (Politika pro rok 2000) (1968)
- Les Transports et l'Europe (Doprava a Evropa) (1969)
- Bis hierher und weiter (Doteď a odteď) (1974)
- Die Heilige Hedwig von Schlesien und unsere Zeit (Svatá Hedvika Slezská a naše doba) (1974), ISBN 3-7008-0126-2
- La Naissance d'un continent (Zrození kontinentu) (1975)
- Idee Europa, Angebot der Freiheit (Idea Evropy, nabídka svobody) (1976)
- Jalta és ami utána Következett (Jalta a co následovalo) (1979)
- Europa – Garant der Freiheit (Evropa – ručitelka svobody) (1980)
- Die Reichsidee – Geschichte und Zukunft einer übernationalen Ordnung (Idea říše – minulost a budoucnost mezinárodního uspořádání) (1986), ISBN 3-85002-228-5
- Macht jenseits des Marktes. Europa 1992. (Moc opak trhu. Evropa 1992) (1988), ISBN 3-85002-267-6
- Igy láttam… (Tedy jsem...) (1992)
- Európáért (Evropa) (1992)
- Nicht geschossen ist auch verfehlt (Nevystřelit je také chyba)  (1992)
- Úvahy o Evropě (1993)
- Friedensmacht Europa – Sternstunden und Finsternis (Mírová velmoc Evropa – sláva a stín) (1995), ISBN 3-85002-368-0
- Die Paneuropäische Idee – Eine Vision wird Wirklichkeit (Panevropská idea – vize se stává skutečností) (1999), ISBN 3-85002-424-5
- Ein Kampf um Österreich 1938-1945 (Boj o Rakousko 1938 – 1945) (2001), ISBN 3-85002-460-1
- Unsere Welt ist klein geworden – Die Globalisierung der Politik (Náš svět se zmenšil – globalizace politiky) (2006)

## Vyznamenání
- Řád zlatého rouna (1916), velkokříž Řádu Karla III. Španělského (1951), čestný Bailli a devotivní kříž s Profesním křížem ad honorem Suverénního řádu maltézských rytířů (1959), velkokříž Řádu sv. Řehoře Velkého se stuhou a hvězdou (1980), Velký Spolkový kříž za zásluhy Spolkové republiky Německo (1987), bavorský Řád Za zásluhy (1978), velkokříž bavorského Řádu sv. Huberta, velkokříž lucemburského Řádu zlatého lva, španělský Řád Afriky, Řád Hilal i Quaid i Azam (Pákistán) (1993), velkokříž chorvatského Řádu koruny Zvonimírovi (1996), estonský Řád kříže země Panny Marie (1996), velkokříž Záslužného řádu Maďarské republiky (1999), komandér Řádu čestné legie, velkokříž sanmarinského Řádu sv. Agáty (2002), velkokříž lotyšského Řádu tří hvězd, čestný rytíř Řádu německých rytířů, rytíř-velkokřižník Vojenského a špitálního řádu sv. Lazara Jeruzalémského
- Čestný občan mnoha obcí v Rakousku, Česku, Slovensku, Maďarsku, Španělsku, Francii, Chorvatsku
- Profesor h.c. University v Bogotě, Čestný člen Instituto de Estudios da Marinha (Portugalsko), Honorary Fellowship University v Jeruzalémě, Čestný senátor University v Mariboru, Master of Law and Economics h.c. vídeňské Imadec University
- Dr.h.c. Universit Milwaukee, Nancy, Tampa, Cincinnati, Jeruzalém, Ferrara, Pécs, Veszprém, Budapešť, Turku, Osijek, Skopje
- akademické pocty a členství v Academie des Sciences Morales et Politiques (Institut de France v Paříži), v Centre Europeen de Documentation et d'Information (CEDI – Madrid), při madridské Královské akademii společenských věd a politologie (Real Academia de Ciencias Morales y Politicas Madrid), v Academia da Cultura Portuguesa (Lisabon), v Mexické akademii mezinárodního práva (Academis Mejicana de Derecho International Mexiko), v Marocké královské akademii
- 1963: Cena za literaturu Francouzské Akademie
- 1970: Evropská Karlova cena Sudetoněmeckého krajanského sdružení
- 1970: Cena za literaturu Francouzské Akademie
- 1976: Bavorský řád za zásluhy
- 1977: Zlatá medaile Roberta Schumana
- 1977: Cena Konrada Adenauera
- 1982: Mezinárodní Benediktinská cena města Mönchengladbachu
- 1987: Cena Louise Weiss
- 1987: Velký Spolkový záslužný kříž
- 1990: Evropská medaile Svobodného státu Bavorsko
- 1990: Čestný odznak Spolku vlasteneckých Kuhländlerů
- 1991: Slezský štít Slezského landsmannschaftu
- 1994: Zvláštní cena – Evropská cena nadace Coudenhove-Kalergi ke stému výročí Coudenhove-Kalergi (současně též Alois Mock)
- 1997: Cena za mír sv. Mikuláše
- 1997: Čestné členství chorvatského Dračího řádu
- 1998: Cena Gary G. Schlarbauma
- 1999: Medaile Roberta Schumana křídla EVP Evropského parlamentu
- 2000: Čestná Zlatá jehlice Rakouského odbojového hnutí Ö5
- 2002: Záslužná medaila Spolku vlasteneckých Kuhländlerů
- 2002: Čestná cena „Euro Crystal Globe“ Evropského hospodářského institutu EWI International
- 2002: Medaile sv. Libora za jednotu a svobodu arcibiskupství v Paderbornu
- 2002: Medaile Hans Kleindera Jungen Union Bavorsko
- 2002: Čestný člen křídla EVP v Evropském parlamentu
- 2003: Cena daňových poplatníků Taxpayers Association of Europe
- 2003: Německo francouzská cena Paneuropa za sjednocování Evropy
- 2004: Velká medaile svobody, Kosovo
- 2004: Čestný předseda Mezinárodní Panevropské unie
- 2004: Čestný předseda IMADEC Vídeňské university
- 2005: Evropská medaile Karla IV. Společnosti pro evropskou komunikaci

## Skon a pohřeb

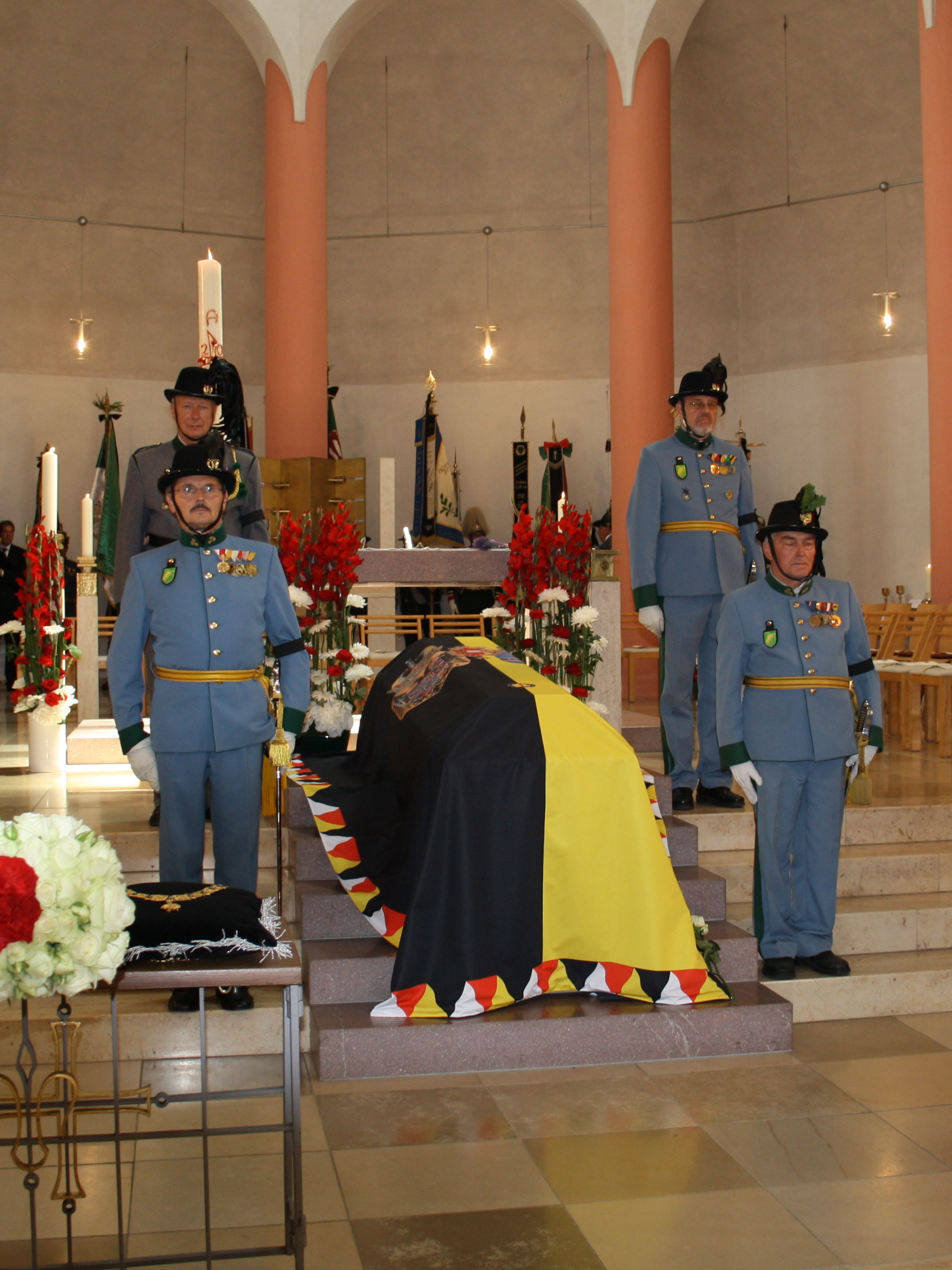

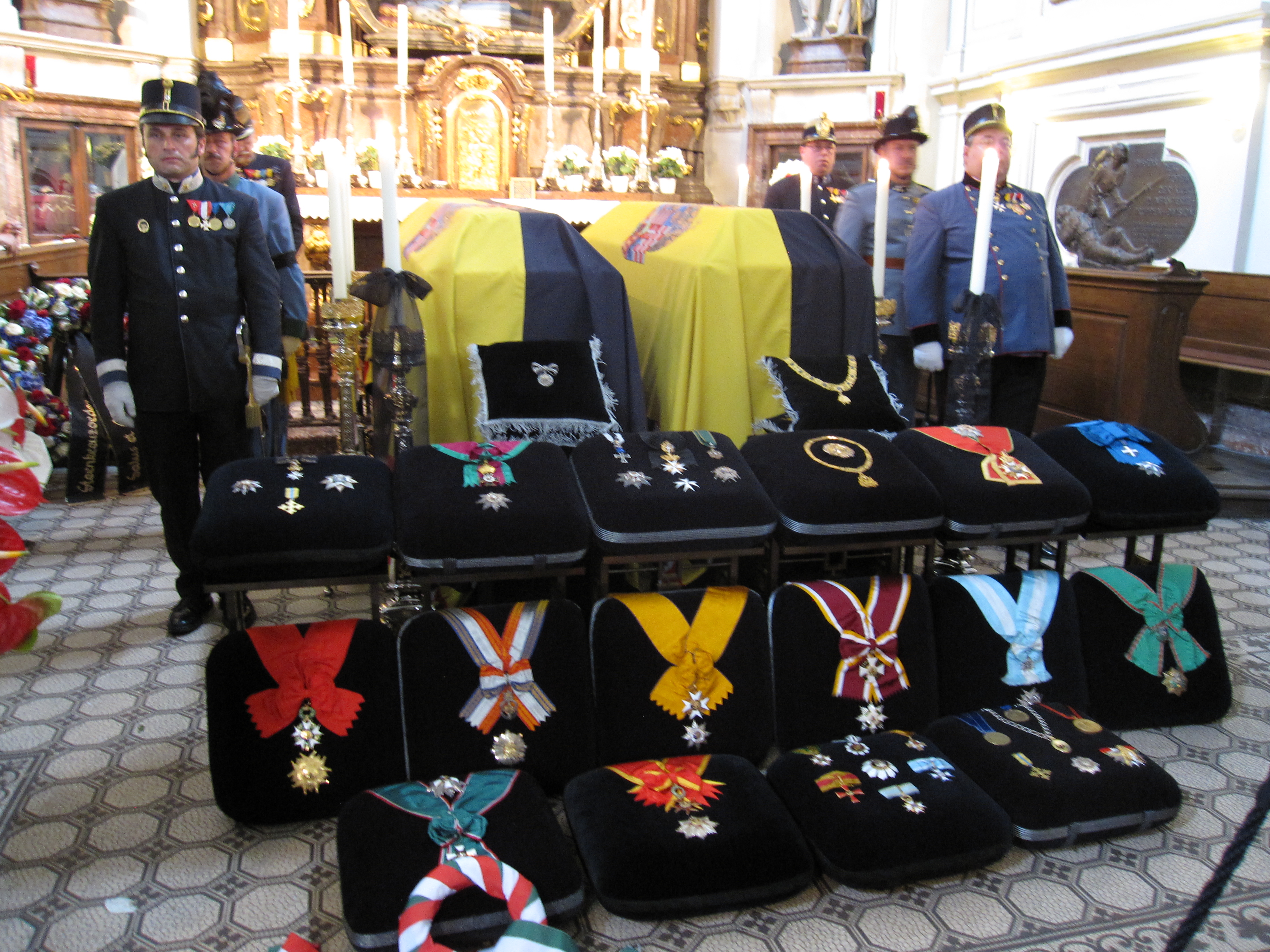
Otto a jeho manželka Regina odpočívající v Kapucínském kostele ve Vídni. Rakve jsou zdobené císařskou standartou. Čestná stráž je oblečena v rakousko-uherských uniformách.

Dne 4. července 2011 v ranních hodinách Otto Habsbursko-Lotrinský zemřel obklopen svými nejbližšími ve svém domě v bavorském Pöckingu. Jeho pohřbu ve vídeňské katedrále sv. Štěpána, kde sloužil zádušní mši kardinál Christoph Schönborn, se mimo rodinných členů, zúčastnili jako smuteční hosté také rakouský spolkový prezident Heinz Fischer, spolkový kancléř Werner Faymann, bývalý spolkový kancléř Wolfgang Schüssel, rakouský ministr zahraničí Michael Spindelegger, primátor města Vídně Michael Häupl. Ze zahraničních hostů se zúčastnili například český ministr zahraničí Karel Schwarzenberg, lichtenštejnský kníže Hans Adam II. s chotí, předseda Evropského parlamentu Jerzy Buzek, švédský král Karel XVI. Gustav s královnou Silvií, belgická princezna Astrid s manželem Lorenzem, arcivévodou Rakouským-Este a další. Zádušní mši spolu s kardinálem Schönbornem koncelebroval také pražský arcibiskup Dominik Duka, trnavský arcibiskup Róbert Bezák, brněnský biskup Vojtěch Cikrle a další biskupové z území někdejší monarchie. Smuteční průvod od svatoštěpánské katedrály ke Kapucínské hrobce, tradičnímu místu posledního odpočinku habsburských a habsbursko-lotrinských panovníků, provázely tisíce hostů a také čestná jednotka rakouské spolkové armády.
Jeho srdce bylo krátce po smrti před nabalzamováním vyňato z těla a v souladu s jeho přáním pohřbeno v benediktinském klášteře Pannonhalma nedaleko Győru v Maďarsku. Urna se srdcem byla do krypty uložena v neděli 17. července 2011 večer v úzkém rodinném kruhu. Předtím se však veřejnost s Ottou rozloučila během zádušní mše v bazilice sv. Štěpána v Budapešti, kterou sloužil ostřihomský arcibiskup, kardinál László Paskai. Obřadu se kromě rodiny zúčastnili i maďarský prezident Pál Schmitt a vicepremiér Zsolt Semjén.
Dokladem vztahu Otty Habsbursko-Lotrinského k Českým zemím je fakt, že vůbec poslední dopis, který před svou smrtí nadiktoval, byl určen obyvatelům Brandýsa nad Labem u příležitosti vysvěcení kaple blahoslaveného Karla v místním chrámu Nanebevzetí Panny Marie.

## Vývod z předků
|                   |                                        |  |                   |                                          |  |  |  |  |  |  |  | František Karel Habsbursko-Lotrinský |
|                   |                                        |  |                   |                                          |  |  |  |  |  |  |  |                                      |
|                   | Karel Ludvík Rakousko-Uherský          |  |                   |                                          |  |  |  |  |  |  |  |                                      |
|                   |                                        |  |                   |                                          |  |  |  |  |  |  |  |                                      |
|                   |                                        |  |                   | Žofie Bavorská                           |  |  |  |  |  |  |  |                                      |
|                   |                                        |  |                   |                                          |  |  |  |  |  |  |  |                                      |
|                   | Ota František Josef                    |  |                   |                                          |  |  |  |  |  |  |  |                                      |
|                   |                                        |  |                   |                                          |  |  |  |  |  |  |  |                                      |
|                   |                                        |  |                   | Ferdinand II. Neapolsko-Sicilský         |  |  |  |  |  |  |  |                                      |
|                   |                                        |  |                   |                                          |  |  |  |  |  |  |  |                                      |
|                   | Marie Annunziata Neapolsko-Sicilská    |  |                   |                                          |  |  |  |  |  |  |  |                                      |
|                   |                                        |  |                   |                                          |  |  |  |  |  |  |  |                                      |
|                   |                                        |  |                   | Marie Terezie Izabela Rakouská           |  |  |  |  |  |  |  |                                      |
|                   |                                        |  |                   |                                          |  |  |  |  |  |  |  |                                      |
|                   | Karel I.                               |  |                   |                                          |  |  |  |  |  |  |  |                                      |
|                   |                                        |  |                   |                                          |  |  |  |  |  |  |  |                                      |
|                   |                                        |  |                   | Jan I. Saský                             |  |  |  |  |  |  |  |                                      |
|                   |                                        |  |                   |                                          |  |  |  |  |  |  |  |                                      |
|                   | Jiří I. Saský                          |  |                   |                                          |  |  |  |  |  |  |  |                                      |
|                   |                                        |  |                   |                                          |  |  |  |  |  |  |  |                                      |
|                   |                                        |  |                   | Amálie Augusta Bavorská                  |  |  |  |  |  |  |  |                                      |
|                   |                                        |  |                   |                                          |  |  |  |  |  |  |  |                                      |
|                   | Marie Josefa Saská                     |  |                   |                                          |  |  |  |  |  |  |  |                                      |
|                   |                                        |  |                   |                                          |  |  |  |  |  |  |  |                                      |
|                   |                                        |  |                   | Ferdinand II. Portugalský                |  |  |  |  |  |  |  |                                      |
|                   |                                        |  |                   |                                          |  |  |  |  |  |  |  |                                      |
|                   | Marie Anna Portugalská                 |  |                   |                                          |  |  |  |  |  |  |  |                                      |
|                   |                                        |  |                   |                                          |  |  |  |  |  |  |  |                                      |
|                   |                                        |  |                   | Marie II. Portugalská                    |  |  |  |  |  |  |  |                                      |
|                   |                                        |  |                   |                                          |  |  |  |  |  |  |  |                                      |
| Otto von Habsburg |                                        |  |                   |                                          |  |  |  |  |  |  |  |                                      |
|                   |                                        |  |                   |                                          |  |  |  |  |  |  |  |                                      |
|                   |                                        |  | Karel II. Parmský |                                          |  |  |  |  |  |  |  |                                      |
|                   |                                        |  |                   |                                          |  |  |  |  |  |  |  |                                      |
|                   | Karel III. Parmský                     |  |                   |                                          |  |  |  |  |  |  |  |                                      |
|                   |                                        |  |                   |                                          |  |  |  |  |  |  |  |                                      |
|                   |                                        |  |                   | Marie Tereza Savojská                    |  |  |  |  |  |  |  |                                      |
|                   |                                        |  |                   |                                          |  |  |  |  |  |  |  |                                      |
|                   | Robert I. Parmský                      |  |                   |                                          |  |  |  |  |  |  |  |                                      |
|                   |                                        |  |                   |                                          |  |  |  |  |  |  |  |                                      |
|                   |                                        |  |                   | Karel Ferdinand Bourbonský               |  |  |  |  |  |  |  |                                      |
|                   |                                        |  |                   |                                          |  |  |  |  |  |  |  |                                      |
|                   | Luisa Marie Terezie z Artois           |  |                   |                                          |  |  |  |  |  |  |  |                                      |
|                   |                                        |  |                   |                                          |  |  |  |  |  |  |  |                                      |
|                   |                                        |  |                   | Marie Karolína Neapolsko-Sicilská        |  |  |  |  |  |  |  |                                      |
|                   |                                        |  |                   |                                          |  |  |  |  |  |  |  |                                      |
|                   | Zita Bourbonsko-Parmská                |  |                   |                                          |  |  |  |  |  |  |  |                                      |
|                   |                                        |  |                   |                                          |  |  |  |  |  |  |  |                                      |
|                   |                                        |  |                   | Jan VI. Portugalský                      |  |  |  |  |  |  |  |                                      |
|                   |                                        |  |                   |                                          |  |  |  |  |  |  |  |                                      |
|                   | Michal I. Portugalský                  |  |                   |                                          |  |  |  |  |  |  |  |                                      |
|                   |                                        |  |                   |                                          |  |  |  |  |  |  |  |                                      |
|                   |                                        |  |                   | Šarlota Španělská                        |  |  |  |  |  |  |  |                                      |
|                   |                                        |  |                   |                                          |  |  |  |  |  |  |  |                                      |
|                   | Marie Antonie Portugalská              |  |                   |                                          |  |  |  |  |  |  |  |                                      |
|                   |                                        |  |                   |                                          |  |  |  |  |  |  |  |                                      |
|                   |                                        |  |                   | Konstantin Löwenstein-Wertheim-Rosenberg |  |  |  |  |  |  |  |                                      |
|                   |                                        |  |                   |                                          |  |  |  |  |  |  |  |                                      |
|                   | Adelaida Löwenstein-Wertheim-Rosenberg |  |                   |                                          |  |  |  |  |  |  |  |                                      |
|                   |                                        |  |                   |                                          |  |  |  |  |  |  |  |                                      |
|                   |                                        |  |                   | Anežka Hohenlohe-Langenburská            |  |  |  |  |  |  |  |                                      |
|                   |                                        |  |                   |                                          |  |  |  |  |  |  |  |                                      |